# Његош (планина)
Његош је планина у Црној Гори лоцирана на око 26 km источно-сјевероисточно од Билећа, односно 22 km сјеверозападно од Никшића. Припада јужном стаблу алпских Динарида, тачније спољашњим Динаридима. Пружа се у динарском правцу, од сјеверозапада према југоистоку, са венцем који је дугачак око 10 km. Највиши врх Равна глава (1 721 m) налази се на севернијем делу планине, док је други по висини врх Милутиновића Граци (1 706 m). Следе врхови Кијаци (1 643 m), Букова кита (1 624 m), Оштриковац (1 604 m) итд.
Планина Његош у највећој мери изграђена је од доломита и кретацејских кречњака. Карактеристичан је висок степен карстификације, који се манифестује разноврсним крашким облицима, који отежавају проходност терена. Геолошком реконструкцијом еволуције терена закључено је да је овде у мезозоику егзистирало плитко море, које је осцилирало са дубином, али нема поузданих доказа о времену повлачења мора са ових простора, као ни времену формирања савременог тектонског склопа.
У планини и њеној подгорини има више извора. Најпознатији је извор Доња врела (900 m), удаљен непуна 2 km од центра села. Мање познатији извори су Горња врела, Јама Матовића под врхом Кијак, Павлова јама, Карлица, Бучалина и Тупањска врела. Сви поменути извори гравитирају селу Трепча.
На сјеверозападу од Његоша наставља се Сомина, а на југоистоку Зла Гора. На југозападу од Његоша дижу се врхови: Копље 1.407 м, Циганка и Циган, око 1.400 m. Већи део Његоша је под вегетацијом, а сјеверни крај је гол.
Династија Петровић Његош је по овој планини добила име. Петровићи су дошли у село Мужевице на планини Његош из Дробњака. Послије су одселили и основали село Његуше.